# Dolichopeza geniculata
Dolichopeza geniculata är en tvåvingeart som först beskrevs av Alexander 1918.  Dolichopeza geniculata ingår i släktet Dolichopeza och familjen storharkrankar. Inga underarter finns listade i Catalogue of Life.